# Texada Gillies Bay Airport
Texada Gillies Bay Airport är en flygplats i Kanada.   Den ligger i provinsen British Columbia, i den sydvästra delen av landet, 3 600 km väster om huvudstaden Ottawa. Texada Gillies Bay Airport ligger 100 meter över havet. Den ligger på ön Texada Island. Texada Gillies Bay Airport ligger vid sjön Cranby Lake.
Terrängen runt Texada Gillies Bay Airport är kuperad åt nordost, men åt nordväst är den platt. Havet är nära Texada Gillies Bay Airport åt sydväst. Närmaste större samhälle är Powell River, 19,7 km norr om Texada Gillies Bay Airport. 
I omgivningarna runt Texada Gillies Bay Airport växer i huvudsak blandskog. Trakten runt Texada Gillies Bay Airport är nära nog obefolkad, med mindre än två invånare per kvadratkilometer.